# 鄭道昭
鄭道昭（5世紀—516年），字僖伯，自號中嶽先生，荥阳郡开封县（今河南省开封市祥符区）人，出自荥阳郑氏北祖第六房，是北魏秘書監鄭羲的幼子，北魏時期的著名政治家、詩人、大書法家，少時廣聞好學，綜覽群言
，進仕後官至青州刺史，秘書監，死後追號鎮北將軍。擅長書寫正楷與隸書草，是書法魏碑體寫法的鼻祖，書藝精湛，被譽為魏晉書法的「北聖」，與東晉二王王羲之、王獻之齊名，有「南王北鄭」之稱，其代表作摩崖石刻《鄭文公上碑》及《下碑》，其《下碑》被尊為「隸楷之極」，最為後世所推崇。

## 傳世石刻
- 《遊槃之山題字》
- 《鄭文公上碑》
- 《鄭文公下碑》
- 《中明壇題字》
- 《北峰山題名》
- 《雲峰之山題字》
- 《白駒穀題名》
- 《石室銘》

## 住所
郑道昭的住所位于洛阳城东阳门外二里御道的北侧，被称为晖文里，原本是晋朝的马道里，其中还有太保崔光、太傅李延寔、冀州刺史李韶等人的住宅，都是庙堂丰满特起，高门敞开。

## 歷史評價
- 北齊魏收在《魏書‧鄭羲列傳》中說鄭道昭：「好為詩賦，凡數十篇」。[1]
- 清代葉昌熾評《鄭文公碑》時說：「其筆力之健，可以刲犀兕，搏龍蛇，而游刃於虛，全以神運。唐初歐虞褚薛諸家，皆在籠罩之内，不獨北朝第一，自有真書以來，一人而已。」又盛讚：「餘謂鄭道昭，書中之聖也。」
- 清代龔自珍題詩讚曰：「欲與此銘（指《瘞鶴銘》）分浩逸，北朝差許鄭文公。」
- 近代書法家祝嘉評價：「其成就決不在王羲之之下，應奉為北方書聖，與王羲之並尊。」

## 家庭

### 父母
- 郑羲，北魏安东将军、秘书监、南阳文灵公
- 赵郡李氏，北魏尚书、宣城文昭公李孝伯之女

### 兄弟姐妹
- 郑懿，北魏平东将军、齐州刺史、荥阳穆伯
- 郑氏，嫁北魏显武将军、司徒司马、始丰子李元茂
- 郑氏，嫁北魏散骑常侍、太子詹事、七兵殿中吏部三尚书、中军大将军、兖秦相并冀定雍七州刺史、司空公、姑臧伯李韶
- 郑氏，嫁北魏太子中庶子、侍中、吏部尚书、徐雍冀三州刺史卢昶
- 郑氏，嫁北魏给事黄门侍郎、侍中、殿中尚书、秦州刺史、平陆侯张彝
- 郑氏，嫁北魏国子博士、廷尉卿崔逸
- 郑穆姬，魏孝文帝妃嫔

### 夫人
- 李长妃，出自陇西李氏仆射房，北魏司空、清渊文穆公李冲长女[3]

### 子女
- 郑严祖，东魏骠骑将军、鸿胪卿
- 郑敬祖，北魏著作郎
- 郑述祖，北齐车骑大将军、仪同三司、赵州刺史、平简公
- 郑遵祖，秘书郎
- 郑顺祖，太常丞
- 郑氏，嫁东魏卫大将军、兖州刺史卢道约
- 郑氏，嫁东魏黄门郎、幽州大中正、城阳县子卢元明